# San Benedetto del Tronto
San Benedetto del Tronto este o comună din provincia Ascoli Piceno, regiunea Marche, Italia, cu o populație de 46.957 locuitori (1 ianuarie 2023) și o suprafață de 25,41 km².

## Demografie
San Benedetto del Tronto - evoluția demografică

|  | Graficele sunt indisponibile din cauza unor probleme tehnice. Mai multe informații se găsesc la Phabricator și la wiki-ul MediaWiki. |

Date: Recensăminte sau birourile de statistică - grafică realizată de Wikipedia

## Personalități născute aici
- Giorgio Ciabattoni (n. 1972), cântăreț.